# الهیم
الهیم (به آلمانی: Alheim) یک شهر در آلمان است که در هرسفلد-رتنبورگ واقع شده‌است.

## خصوصیات
الهیم ۶۳٫۸۳ کیلومترمربع مساحت دارد ۱۹۰ متر بالاتر از سطح دریا واقع شده‌است.